# 김진이 (기업인)
김진이는  김진이는 대한민국의 여성 사업가이다. 그녀는 현재 최진희 대표가 이끄는 이매지너스산하 콘텐츠 회사인 트리 스튜디오의 대표이다. 이나정·이윤정 감독, 김진이 PD 등 여성 크리에이터들이 주축이 된 트리스튜디오 등 10여개의 레이블이 이매지너스 산하에 있다.

## 경력
- 스튜디오드래곤 드라마본부 CP
- 트리 스튜디오의 대표

## 드라마 작품
- 반의반[4]
- 크로스[5]
- 하늘에서 내리는 일억 개의 별
- 시카고 타자기
- 터널[6]
- 마더[6]
- 어비스
- 사랑의 불시착[7]
- 좋아하면 울리는
- 청춘기록[8][9]
- 경이로운 소문[10][11][12]
- 이 사랑 통역 되나요?[13]